# Oersted (Mondkrater)
Oersted ist ein Einschlagkrater auf der nordöstlichen Mondvorderseite.
Er liegt südöstlich des großen Kraters Atlas.
Der Krater ist relativ unauffällig, da der Kraterrand sehr stark erodiert und fast eingeebnet ist. 
| Buchstabe | Position           | Durchmesser | Link |
| --------- | ------------------ | ----------- | ---- |
| A         | 43,32° N, 47,13° O | 7 km        |      |
| P         | 43,53° N, 45,92° O | 21 km       |      |
| U         | 42,38° N, 44,68° O | 4 km        |      |

Der Krater wurde 1935 von der IAU nach dem dänischen Physiker und Chemiker Hans Christian Ørsted offiziell benannt.